# Oneka Sančes
Oneka Sančes (šp. Oneca Sánchez) (umrla 931.) bila je infantkinja Pamplone i kraljica Leona u srednjem veku.
Njeni roditelji su bili kralj Pamplone Sančo Garses I i njegova supruga, kraljica Toda Asnares. Oneka je imala sestru Uraku, koja je takođe bila kraljica Leona; njena druga sestra, Sanča Sančes, isto je bila kraljica Leona te su tako dve „katoličke kraljevine“, Pamplona i Leon, sklopile saveze.
923. godine Oneka se udala za leonskog princa Alfonsa, koji je postao 926. kralj Leona kao Alfonso IV od Leona.
Deca Oneke i Alfonsa:
- Ordonjo IV[4] (kralj Leona)
- Fruela